# Zhoukou
Zhoukou is een stad in de gelijknamige prefectuur in het oosten van de Chinese provincie Henan, Volksrepubliek China.
Bij de volkstelling van 2020 had de stad 523.001 inwoners, de gehele prefectuur had 9.026.015 inwoners.
Zhoukou grenst in het zuidoosten aan Zhumadian, in het westen aan Xuchang, in het noordwesten aan Kaifeng, in het noordoosten aan Shangqiu en in het oosten aan de provincie Anhui. De staalgroep Anyang Steel heeft hier een staalfabriek gebouwd die de oude fabrieken in Anyang op termijn moet vervangen.